# Cremastus desertorum
Cremastus desertorum är en stekelart som beskrevs av Dasch 1979. Cremastus desertorum ingår i släktet Cremastus och familjen brokparasitsteklar. Inga underarter finns listade i Catalogue of Life.